# Day-In Day-Out
"Day-In-Day-Out" é uma canção do músico britânico David Bowie, sendo a faixa de abertura do seu décimo sétimo álbum de estúdio, Never Let Me Down (1987). A faixa foi lançada como single em 23 de março de 1987, antes do lançamento do álbum. A canção foi composta por Bowie e produzida por Bowie e David Richards. Uma faixa em estilo R&B, "Day-In-Day-Out" critica o tratamento dado aos moradores de rua nos Estados Unidos na época, abordando as dificuldades passadas por uma jovem mãe para alimentar seu filho.

## Créditos
Créditos de acordo com o encarte de Never Let Me Down.
- David Bowie – vocais, produção
- David Richards – produção
- Carlos Alomar – guitarra
- Sid McGinnis – guitarra
- Erdal Kizilcay – baixo, bateria, teclado
- Robin Clark – backing vocals
- Diva Gray – backing vocals
- Loni Groves – backing vocals